# Otto Ludwig von Stutterheim

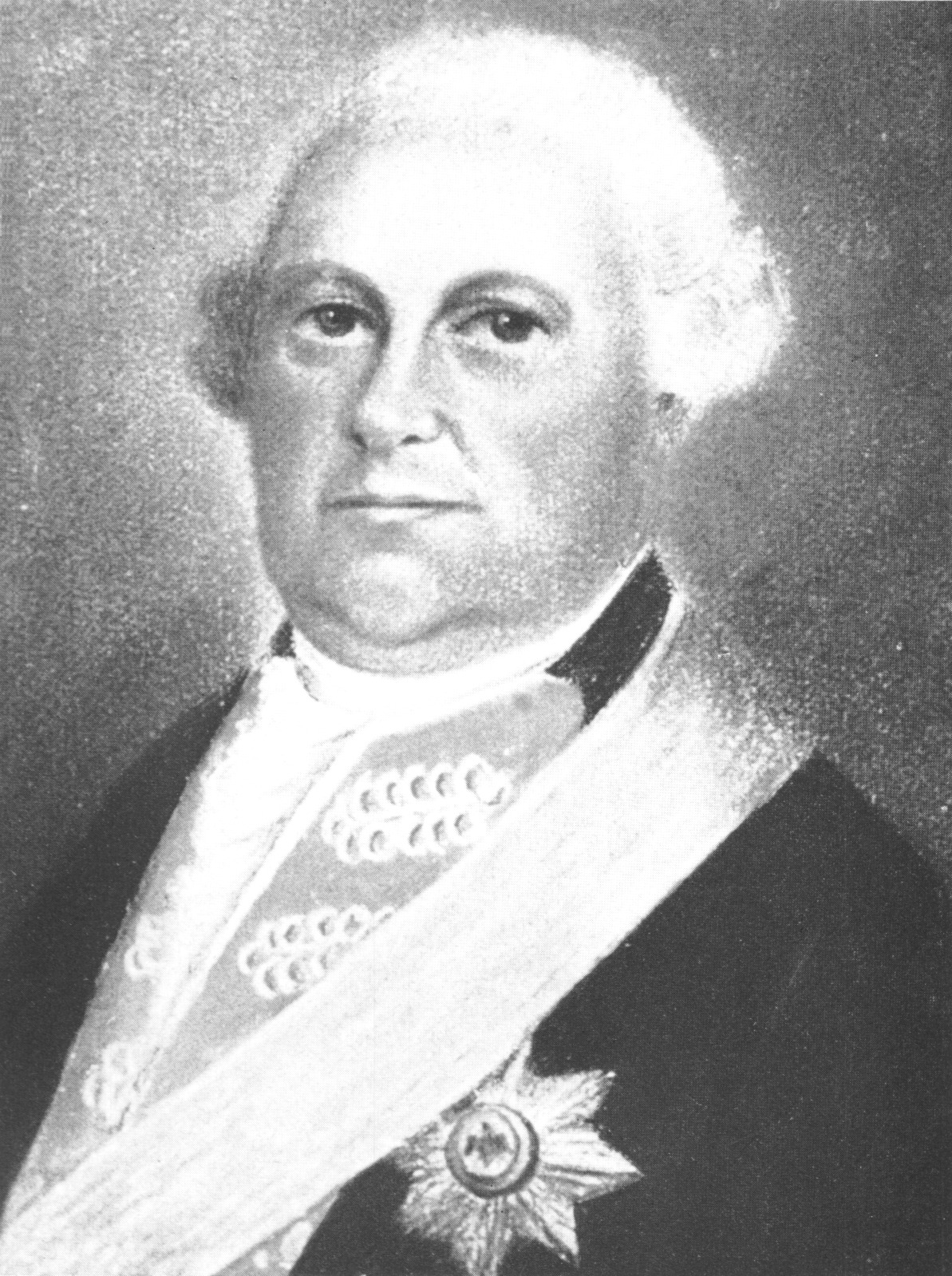
Otto Ludwig von Stutterheim (1718–1780)

Otto Ludwig von Stutterheim, der Jüngere (* 1718 auf Gut Sellendorf, Sellendorf in der Lausitz; † 29. März 1780 in Klostermansfeld) war ein preußischer Generalleutnant und Chef des gleichnamigen Infanterieregiments sowie Ritter des Schwarzen Adlerordens.

## Leben

### Herkunft
Er war der Sohn des königlich polnischen und kursächsischen Kapitänleutnants Joachim Friedrich von Stutterheim (1683–1745) und dessen Ehefrau Johanne Eleonore, geborene von Hacke (1687–1737) aus dem Haus Stülpe. Sein Bruder Joachim Friedrich von Stutterheim war ebenfalls preußischer Generalleutnant.

### Militärkarriere
Im Alter von 14 Jahren trat Stutterheim in preußische Dienste. König Friedrich II. nahm ihn als Flügeladjutant in sein Gefolge auf. Im Mai 1757 wurde er zum Oberstleutnant befördert und im September nach Ostpreußen geschickt. Dort war Stutterheim als Ratgeber und Nachfolger von Henning Bernhard von der Goltz (⚔ 30. August 1757 in Schlacht bei Groß-Jägersdorf) bei Feldmarschall von Lehwaldt tätig. Dieser operierte mit einer viel zu kleinen Armee gegen einen viel stärkeren Gegner und schrieb dem König, er möge ihm jemanden schicken, „der das Commando entweder übernähme oder ihm assistire“. Zudem hatte Stutterheim dem Auftrag zwischen Lehwaldt und dessen Stellvertreter Dohna zu vermitteln, da beide nicht gut miteinander auskamen. Stutterheim gewann schnell die Gunst des Königs. Dieser beklagte sich bereits am 4. Mai 1758, dass ungenügend Informationen und ebenfalls zu wenige Rekruten aus Mecklenburg kämen. Dennoch wurde er im Januar 1758 zum Oberst sowie am 26. Februar 1759 zum Generalmajor befördert. Im April selben Jahres ernannte ihn der König zum Chef des Infanterieregiments „von Bornstedt“.
Unter General von Manteuffel kommandiert Stutterheim die Infanterie in Pommern. Als Manteuffel von den Schweden in Anklam gefangen wurde, übernahm Stutterheim das Kommando. Da die Schweden unter Jakob Albrecht von Lantingshausen stark in der Übermacht waren, operierte er sehr defensiv, was aber den Zorn des Königs provozierte. Er befahl dem Prinzen Heinrich einen General als Ersatz zu schicken. Dieser lehnte aber ab, da er niemanden entbehren konnte. So blieb Stutterheim während des Siebenjährigen Kriegs dort Kommandeur. Am 24. August 1767 wurde er zum Generalleutnant befördert und im Jahr 1773 zum Ritter des Schwarzen Adlerordens geschlagen.
1778 war Stutterheim zufällig in Potsdam und machte einige abfällige Bemerkungen über den bevorstehenden Bayrischen Erbfolgekrieg. Zudem bat er noch um seinen Abschied. Dieses verärgerte den König so sehr, dass er Stutterheim alle Würden und Ehrenzeichen aberkannte. Daraufhin zog er sich auf das Gut Klostermansfeld zurück, wo er am 29. März 1780 starb.

### Familie
Seine Frau war Christiane Wilhelmine Leckeny († 16. Juni 1752 in Berlin). Sie war die Tochter des preußischen Kriegs- und Domänenrats Friedrich Wilhelm Leckeny und der Margarethe Christina Goslarn. Aus dieser Ehe hatte er Töchter.
Von Stutterheim gehörte das Haus Breiter Weg 3a in Magdeburg, das er 1778 verkaufte.